# Nuoto ai campionati mondiali di nuoto 2024 - 50 metri rana femminili
La gara degli 50 metri rana femminili dei campionati mondiali di nuoto 2024 si è svolta il 17 e 18 febbraio 2024 presso l'Aspire Dome di Doha.

## Podio
| Pos.    | Atleta           | Nazione  |
| ------- | ---------------- | -------- |
| Oro     | Rūta Meilutytė   | Lituania |
| Argento | Tang Qianting    | Cina     |
| Bronzo  | Benedetta Pilato | Italia   |

## Record
Prima della manifestazione il record del mondo (RM) e il record dei campionati (RC) erano i seguenti.
|  | 29"16 | Rūta Meilutytė | 30 luglio 2023 Fukuoka |
|  | 29"16 | Rūta Meilutytė | 30 luglio 2023 Fukuoka |

Durante la competizione non sono stati migliorati record.

## Programma
| Data             | Ora (UTC+3) | Turno      |
| ---------------- | ----------- | ---------- |
| 17 febbraio 2024 | 10:08       | Batterie   |
| 17 febbraio 2024 | 19:25       | Semifinali |
| 18 febbraio 2024 | 19:09       | Finale     |

## Risultati

### Batterie
| Pos. | Batteria | Corsia | Atleta                 | Nazionalità        | Tempo        | Note |
| ---- | -------- | ------ | ---------------------- | ------------------ | ------------ | ---- |
| 1    | 4        | 4      | Benedetta Pilato       | Italia             | 29"89        | Q    |
| 2    | 3        | 5      | Tang Qianting          | Cina               | 29"93        | Q    |
| 3    | 5        | 4      | Rūta Meilutytė         | Lituania           | 30"05        | Q    |
| 4    | 3        | 4      | Lara van Niekerk       | Sudafrica          | 30"28        | Q    |
| 5    | 5        | 7      | Ida Hulkko             | Finlandia          | 30"36        | Q    |
| 6    | 5        | 3      | Veera Kivirinta        | Finlandia          | 30"53        | Q    |
| 7    | 4        | 5      | Mona McSharry          | Irlanda            | 30"72        | Q    |
| 8    | 4        | 3      | Sophie Hansson         | Svezia             | 30"83        | Q    |
| =9   | 4        | 7      | Silje Slyngstadli      | Norvegia           | 30"86        | Q    |
| =9   | 4        | 1      | Sophie Angus           | Canada             | 30"86        | Q    |
| 11   | 5        | 6      | Dominika Sztandera     | Polonia            | 30"91        | Q    |
| 12   | 5        | 5      | Anita Bottazzo         | Italia             | 30"94        | Q    |
| 13   | 3        | 7      | Yang Chang             | Cina               | 31"02        | Q    |
| 14   | 4        | 6      | Fleur Vermeiren        | Belgio             | 31"08        | Q    |
| 15   | 5        | 2      | Piper Enge             | Stati Uniti        | 31"09        | Q    |
| 16   | 3        | 6      | Ana Rodrigues          | Portogallo         | 31"25        | Q    |
| 17   | 3        | 8      | Rianna Dela Cruz       | Filippine          | 31"27        |      |
| 18   | 5        | 1      | Macarena Ceballos      | Argentina          | 31"32        |      |
| 19   | 4        | 8      | Jenjira Srisaard       | Thailandia         | 31"35        |      |
| 20   | 3        | 2      | Maria-Thaleia Drasidou | Grecia             | 31"49        |      |
| 21   | 2        | 3      | Chen Pui Lam           | Macao              | 31"56        |      |
| 22   | 4        | 9      | Tara Vovk              | Slovenia           | 31"65        |      |
| 23   | 5        | 9      | Stefanía Gómez         | Colombia           | 31"75        |      |
| 24   | 3        | 1      | Ana Carolina Vieira    | Brasile            | 31"81        |      |
| 25   | 5        | 0      | Jimena Ruiz            | Spagna             | 31"99        |      |
| 26   | 2        | 6      | Lanihei Connolly       | Isole Cook         | 32"03        |      |
| 27   | 5        | 8      | Lin Pei-wun            | Taipei cinese      | 32"10        |      |
| 28   | 3        | 9      | Melissa Rodríguez      | Messico            | 32"15        |      |
| 29   | 2        | 5      | Lam Hoi Kiu            | Hong Kong          | 32"57        |      |
| 30   | 2        | 4      | Phee Jinq En           | Malaysia           | 32"70        |      |
| 31   | 2        | 7      | Ellie Shaw             | Antigua e Barbuda  | 32"73        |      |
| 32   | 3        | 0      | Lisa Mamié             | Svizzera           | 32"88        |      |
| 33   | 1        | 6      | Alicia Kok Shun        | Mauritius          | 33"19        |      |
| 34   | 2        | 0      | Kirabo Namutebi        | Uganda             | 33"71        |      |
| 35   | 2        | 2      | Victoria Russell       | Bahamas            | 34"03        |      |
| 36   | 2        | 1      | Naiara Roca            | Bolivia            | 35"20        |      |
| 37   | 2        | 8      | N'Hara Fernandes       | Angola             | 36"34        |      |
| 38   | 2        | 9      | Taeyanna Adams         | Micronesia         | 37"87        |      |
| 39   | 1        | 4      | Mariama Touré          | Guinea             | 40"83        |      |
| 40   | 1        | 5      | Nina Amison            | Gibuti             | 45"87        |      |
| 41   | 1        | 3      | Olamide Sam            | Sierra Leone       | 1'04"78      |      |
| DSQ  | 4        | 0      | Adelaida Pchelintseva  | Kazakistan         | Squalificata |      |
| DNS  | 1        | 2      | Rita Acaba Ocomo       | Guinea Equatoriale | Non partita  |      |
| DNS  | 3        | 3      | Kotryna Teterevkova    | Lituania           | Non partita  |      |
| DNS  | 4        | 2      | Charlotte Bonnet       | Francia            | Non partita  |      |

### Semifinali
| Pos. | Batteria | Corsia | Atleta             | Nazionalità | Tempo | Note |
| ---- | -------- | ------ | ------------------ | ----------- | ----- | ---- |
| 1    | 2        | 5      | Rūta Meilutytė     | Lituania    | 29"42 | Q    |
| 2    | 1        | 4      | Tang Qianting      | Cina        | 29"80 | Q    |
| 3    | 2        | 4      | Benedetta Pilato   | Italia      | 29"91 | Q    |
| 4    | 2        | 8      | Piper Enge         | Stati Uniti | 30"53 | Q    |
| 5    | 1        | 5      | Lara van Niekerk   | Sudafrica   | 30"56 | Q    |
| 6    | 1        | 3      | Veera Kivirinta    | Finlandia   | 30"57 | Q    |
| 6    | 2        | 6      | Mona McSharry      | Irlanda     | 30"57 | Q    |
| 8    | 2        | 3      | Ida Hulkko         | Finlandia   | 30"69 | Q    |
| 9    | 1        | 6      | Sophie Hansson     | Svezia      | 30"71 |      |
| 10   | 2        | 7      | Dominika Sztandera | Polonia     | 30"78 |      |
| 11   | 2        | 1      | Yang Chang         | Cina        | 30"86 |      |
| 12   | 2        | 2      | Sophie Angus       | Canada      | 30"87 |      |
| 13   | 1        | 7      | Anita Bottazzo     | Italia      | 30"89 |      |
| 14   | 1        | 8      | Ana Rodrigues      | Portogallo  | 31"09 |      |
| 16   | 1        | 2      | Silje Slyngstadli  | Norvegia    | 31"34 |      |
| 15   | 1        | 1      | Fleur Vermeiren    | Belgio      | 31"60 |      |

### Finale
| Pos. | Corsia | Atleta           | Nazionalità | Tempo | Note |
| ---- | ------ | ---------------- | ----------- | ----- | ---- |
|      | 4      | Rūta Meilutytė   | Lituania    | 29"40 |      |
|      | 5      | Tang Qianting    | Cina        | 29"51 |      |
|      | 3      | Benedetta Pilato | Italia      | 30"01 |      |
| 4    | 2      | Lara van Niekerk | Sudafrica   | 30"47 |      |
| 5    | 7      | Ida Hulkko       | Finlandia   | 30"60 |      |
| 6    | 6      | Piper Enge       | Stati Uniti | 30"69 |      |
| 7    | 8      | Veera Kivirinta  | Finlandia   | 30"73 |      |
| 8    | 1      | Mona McSharry    | Irlanda     | 30"96 |      |